# Asociación Bartolomé Aripaylla (ABA)
La Asociación Bartolomé Aripaylla (ABA) es una organización comunitaria con sede en Quispillaccta, Ayacucho, Perú. Fundada en 1991 por las hermanas quechuas Marcela, Magdalena y Lidia Machaca Mendieta, ABA es reconocida por su labor en la afirmación de la cultura andina, la revalorización de saberes ancestrales y la implementación de soluciones basadas en la naturaleza para enfrentar el cambio climático. Su trabajo más emblemático es la siembra y cosecha del agua mediante la construcción de lagunas altoandinas, conocidas localmente como cochas, práctica que ha fortalecido la seguridad hídrica y alimentaria de comunidades rurales andinas.

## Fundación y principios
ABA fue fundada en un contexto marcado por la violencia política y el debilitamiento del tejido comunitario andino. Las hermanas Machaca, profesionales en ingeniería agrónoma, regresaron a su comunidad de origen con el propósito de reconstruir desde adentro el vínculo con la naturaleza y el conocimiento ancestral. La asociación toma su nombre de Bartolomé Aripaylla, un líder indígena que resistió la invasión colonial en el siglo XVI y es considerado ancestro materno de las fundadoras. Esta elección expresa un sentido profundo de continuidad cultural. Desde su origen, ABA se propuso ser un núcleo de afirmación cultural, promoviendo una visión del mundo centrada en la reciprocidad, el afecto y la horizontalidad entre humanos y naturaleza. 

## Siembra y cosecha del agua: una práctica ancestral adaptada al presente
Una de las iniciativas centrales de ABA es la recuperación y adaptación de la técnica ancestral de siembra y cosecha del agua, consistente en construir lagunas en zonas altoandinas para captar y almacenar agua de lluvia. En 1995, tras años de preparación comunitaria, ABA concluyó la construcción de su primera laguna, Apacheta, que almacena más de 70.000 metros cúbicos de agua. La selección de los lugares para estos reservorios se hace considerando la topografía natural, con el fin de reducir la intervención sobre el territorio.
Contrario a las demandas iniciales de utilizar cemento, ABA optó por tecnologías basadas en materiales naturales, lo que permite que estas lagunas se integren al ecosistema y funcionen de forma eficiente. La siembra del agua no es solo una obra hidráulica: implica también ceremonias, ofrendas y diálogo espiritual con la tierra, de acuerdo con la cosmovisión andina.
Hasta septiembre de 2023, se habían construido más de 170 lagunas en la comunidad, ninguna de las cuales se ha secado. Estas estructuras contribuyen a la recarga de acuíferos, el retorno de puquiales, la mejora de pasturas naturales y el incremento de la biodiversidad local. Se estima que en conjunto han permitido almacenar más de 180 millones de metros cúbicos de agua, beneficiando a miles de personas.

## Reconocimiento nacional e internacional
En el año 2014, ABA recibió el Premio Nacional Ambiental en la categoría de “Buenas prácticas frente al cambio climático”, otorgado por el Ministerio del Ambiente del Perú. En ese momento, Magdalena Machaca ejercía el cargo de directora de la asociación. Este reconocimiento oficial destacó el impacto de ABA en la promoción de prácticas comunitarias sostenibles, su contribución a la seguridad hídrica y su rol pionero en el desarrollo de soluciones naturales para enfrentar los efectos del cambio climático en la región andina.
La labor de ABA ha sido también fuente de inspiración para otros países. En 2016, el gobierno peruano creó el Programa Nacional Sierra Azul, directamente influido por su experiencia. Más recientemente, en la región de Guanacaste (Costa Rica), afectada por sequías recurrentes, se han construido embalses siguiendo el modelo de ABA, revitalizando fuentes secas y mejorando la disponibilidad de agua para uso agrícola y doméstico.

## Significado espiritual y continuidad cultural
Cada acción de ABA está enmarcada en un proyecto espiritual y cultural. La crianza del agua no solo es un procedimiento técnico, sino una expresión del vínculo entre la comunidad y los apus (espíritus tutelares de las montañas), la pachamama y los ancestros. Los rituales de ofrenda, los cantos, la participación colectiva y el respeto a los ciclos naturales son componentes fundamentales del trabajo de ABA.